# Козімо I Медічі

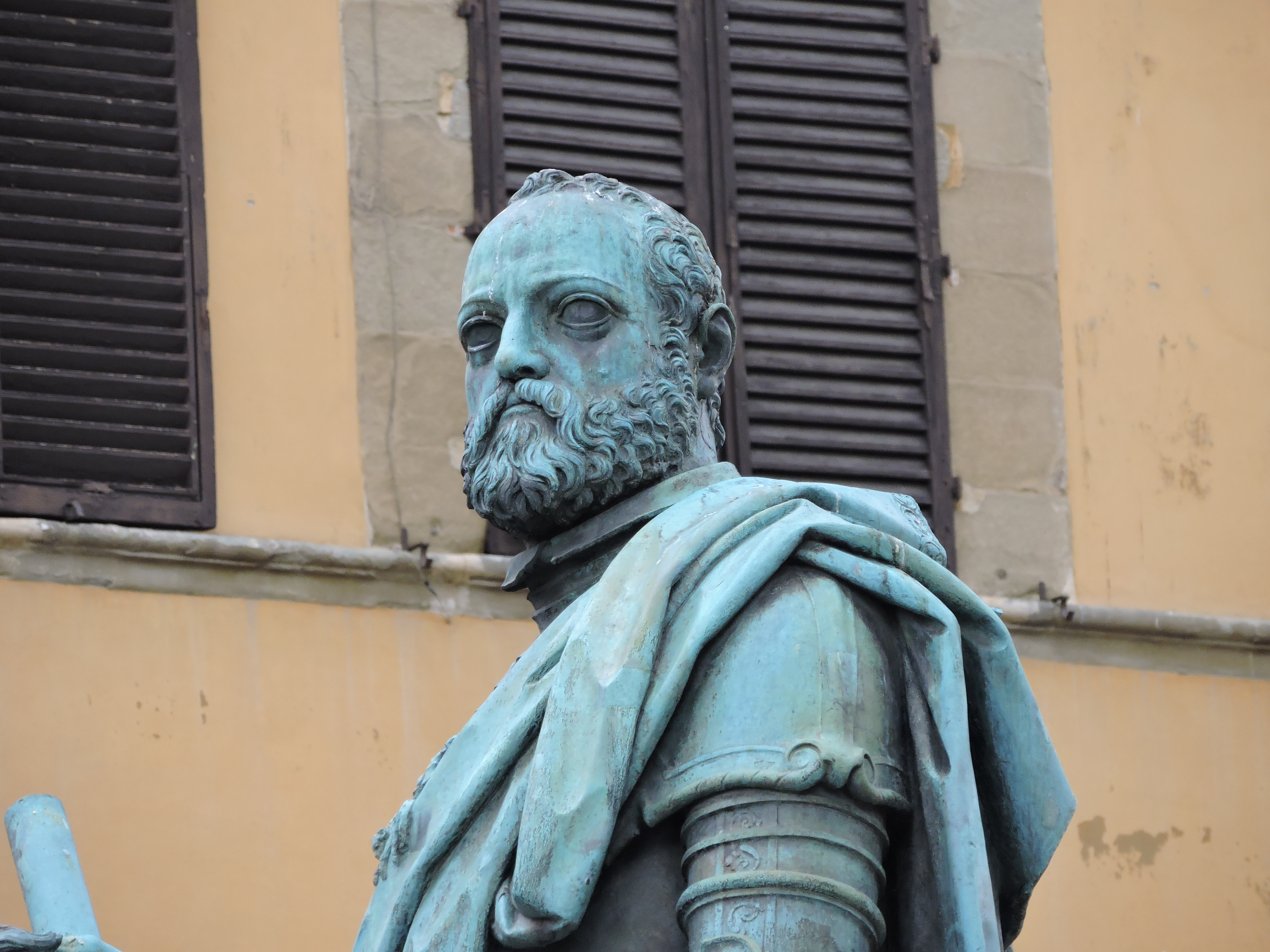
Кінна статуя Козімо І, робота Джамболоньї, Флоренція, деталь

Козімо I Медічі (12 червня 1519 — 21 квітня 1574) — великий герцог Тосканський з 1537 до 1574 року. Походив з роду Медічі. Нащадок лінії Лоренцо Медічі Пополані.

## Життєпис

### Молоді роки
Народився у родині Медічі Пополані. Був сином відомого італійського кондотьєра Джованні делла Банде Нере (1498—1526) та Марії Сальвіаті, онуки Лоренцо Медічі Розкішного. Про життя й діяльність у молоді роки Козімо мало відомо. Він був незначущою політичною особою, не грав суттєвої ролі у житті Флоренції. Ситуація змінюється з приходом до влади у Флоренції Алессандро Медічі у 1530 році. З цього моменту Козімо Медічі поступово починає висуватися на передній план. Водночас він домагався, щоб його ім'я не сильно пов'язували з Алессандро Медічі. З моменту, коли останній став герцогом Флорентійським, Козімо почав шукати шляхи для захоплення влади. Він зміг збурити проти Алессандро заколотників, які врешті-решт у 1537 році його вбили. Сам же Козімо Медічі зміг на той час залишитися поза підозрою.

### Володарювання
Розглядаючи Козімо Медічі як слабкого та невпливового політика, Рада Сорока Восьми (флорентійський сенат) 9 січня 1537 року обрала Козімо Медічі новим герцогом Флорентійським. При цьому було випущено декрет, який обмежував владу нового герцога. Проте через деякий час Козімо Медічі зумів перебрати на себе всю владу, підкорити собі сенат, знешкодити опонентів та суперників. Він створив особисту поліцію («скерані»), найзначнішим представником якої був Джироламо ді Лука дельї Альбіцці.
У 1538 році Філіп Строцці виступив проти Козімо Медічі, проте при Монтемурло зазнав поразки й скінчив своє життя у в'язниці. Суттєвим ударом для розвитку держави стала величезна повінь у Флоренції та її околицях у 1547 році, яка завдала значної шкоди.
У 1553 році розпочалася війна з Сієнською республікою. В цьому Козімо Медічі допомагали іспанські війська. 2 серпня 1554 року франко-сієнські сили на чолі із П'єро Строцці були вщент розгромлені при Марчіано. 17 квітня 1555 року Сієна капітулювала. За результатом загальної Като-Камбрезької мирної угоди у 1559 році між Францією, Іспанією та Англією, Козімо Медічі став також герцогом Сієнським.
З метою підсилити союз між Священною Римською імперією та Козімо Медічі, імператором Максиміліаном II йому було надано титул великого герцога Тосканського (1569). Встановився міцний союз між Імперією, Тосканою та Іспанією. У 1571 флот Тоскани взяв участь у Битві при Лепанто проти Османської імперії.
Козімо Медічі багато уваги приділяв розвитку військово-морського флоту, для чого створив Орден Святого Папи Стефана. Але для цього він значно збільшив податки, що викликало незадоволення серед населення. Підтримувати економічний розвиток допомагали срібні копальні у Кампільє та П'єтра-Санті.

### Останні роки
У 1570 році зрікся влади на користь старшого сина Франческо. Після цього став мешкати з другою дружиною Камілою Мартеллі на віллі Кастелло поблизу Флоренції. Останні роки тяжко хворів: у нього розвинувся атеросклероз, що призвело до паралічу лівої руки. Також хворів на нетримання сечі. Згодом стали виявлятися симптоми психічної нестабільності, здатності розмовляти й вести бесіди. Помер у квітні 1574 року.

### Меценатство
Козімо I Медічі багато уваги приділяв залученню до держави митців, майстрів у різних галузях, розбудові Флоренції. Активно діяла Флорентійська академія мистецтв.
За його панування у Флоренції працювали — Бенвенуто Челліні, Джанпаоло і Доменіко Поджіні, Дзанобі й Алессандро Ластрикаті, Джованні Монторсолі, Бартоломео Амманаті, Аньйоло Бронзіно.
Водночас спроба залучити до Флоренції Мікеланджело Буонарроті не вдалася. Він навіть відмовився стати членом флорентійського сенату.

## Родина
1 Дружина — Елеонора (1522—1562), донька Педро Альвареса де Толедо, маркіза Вільяфранка, віцекороля Неаполя
Діти:
- Марія (1540—1557)
- Франческо (1541—1587)
- Ізабела (1542—1576), дружина Паоло Джордано Орсіні, герцога Браччіано
- Джованні (1543—1562), кардинал
- Лукреція (1544—1561)
- П'єро (1546—1547)
- Гарсіа (1547—1562)
- Антоніо (1548)
- Фердинандо (1549—1609)
- П'єро (1554—1604)

2 Дружина — Каміла Мартеллі (1545—1590)
Діти:
- Вірджинія (1568—1615)

1 Коханка — невідома
Діти:
- Б'янка (1537-1542)

2 Коханка — Елеонора дель Альбіцці
Діти:
- донька (1566), померла при народженні
- Джованні (1567—1621)